# Rimel

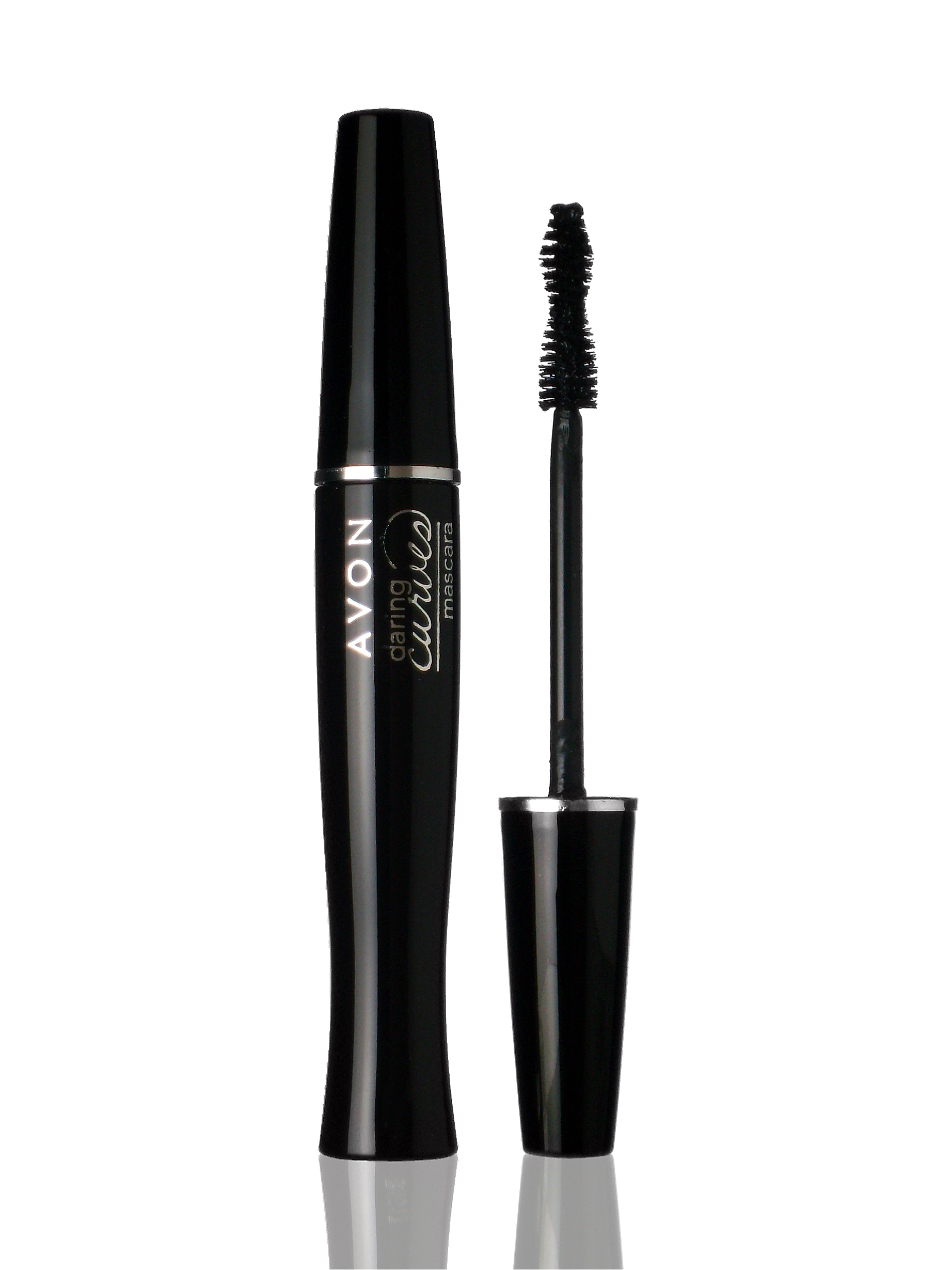
Rimel

Rimelul este un produs cosmetic folosit pentru a înnegri, a face mai dese și mai definite genele și sprâncenele. 

## Istoric
Primul rimel a fost inventat pentru impresarul francez Eugène Rimmel în secolul XIX. Rimelul modern a fost creat în 1913 de chimistul T.L. Williams pentru sora sa Mabel. Era făcut din praf de carbon amestecat cu vaselină de petrol. Produsul a fost un succes, iar Williams a început să-l vândă prin poștă. Firma sa, Maybelline, s-a transformat în principala companie de produse cosmetice. 
Consumatorii obișnuiau să umezească o pensulă și o frecau de o pastilă de rimel pentru ca mai apoi s-o aplice pe gene. Tubul modern și periuța aplicatoare nu au apărut decât în anul 1957, când au fost introduse pe piață de către femeia de afaceri Helena Rubinstein. 

## Compoziție
Culorile, vopselele și formulele folosite în elaborarea rimelului sunt diverse. Unele din ingredientele folosite în fabricarea sa includ apa, ceară formatoare de pelicule și conservanți. 
Rimelul apare în trei formate: cremă, pastile și lichid. Rimelul lichid este cel mai comun, datorită ambalajului său tubular care obișnuiește să includă o periuță care facilitează aplicarea sa. Aceste periuțe pot fi drepte sau curbate și au perii fini sau mai groși. Unele aplicatoare conțin fibre de nylon pentru alungirea genelor. 
Rimelul rezistent la apă are o compoziție bazată pe un solvent volatil (isododecan), ceruri de origine animală (ceară de albine), ceruri de origine vegetală (ceară de palmier), ceruri de origine minerală (parafină), pigmenți (oxid de fier) și polimeri fixatori. Acest tip de rimel nu conține grupuri funcționale sensibile la apă, oferind o excelentă rezistență la lacrimi, transpirație sau la ploaie. Rimelul resistent la apă poate fi înlăturat doar cu un demachiant specific, capabil sa dilueze pelicula de rimel formată pe gene. 
Rimelul nerezistent la apă este bazat pe apă, substanțe care reduc tensiunea lichidelor, ceruri animale, vegetale și minerale, pe lângă pigmenți, polimeri și conservanți. Aceste rimeluri sunt capabile să suporte lacrimile, dar pot fi îndepărtate ușor cu puțină apă și săpun. 
Rimelul rezistent la apă este similar cu pictura în ulei sau pe bază de solvenți. Pe de altă parte, rimelul nerezistent la apă este asemănător cu pictura pe bază apoasă. Acele rimeluri cu nivel intermediar de rezistență la apă conțin dispersii de polimeri. 
Rimelul care conține fibre de nylon poate să confere genelor o mai mare și mai durabilă aparență deoarece aderă la gene precum cele false. Provitamina B5 acționează ca un balsam pentru gene, dându-le un aspect mai suav și mai natural. 

## Uz
Periuța aplicatoare trebuie introdusă în tub, iar mai apoi se freacă de la baza genelor până la vârfuri. Periuța este făcută din plastic pentru uz personal. 
Aplicând rimelul doar pe vârfurile genelor se reușește efectul de ochi mai mari și se folosește doar pe genele inferioare în acest caz.
Alt scop al rimelului este cel de a ondula genele. Lungimea genelor se poate accentua prin reaplicare de rimel după 2 sau 3 minute. Umiditatea unor rimeluri poate cauza întinderea genelor în timpul aplicării, ceea ce este ușor de rezolvat prin folosirea unui rimel rezistent la apă cu o formulă mai uscată. 
Pentru siguranță și chestiuni de sănătate, rimelul va trebui aruncat după trei luni de la deschiderea tubului.